# Бирти-Ленци (Тренто)
Бирти-Ленци је насеље у Италији у округу Тренто, региону Трентино-Јужни Тирол.
Према процени из 2011. у насељу је живело 33 становника. Насеље се налази на надморској висини од 1112 м.